# 6466 Drewesquivel
A 6466 Drewesquivel (ideiglenes jelöléssel (6466) 1979 MU8) a Naprendszer kisbolygóövében található aszteroida. Eleanor F. Helin és Schelte J. Bus fedezte fel 1979. június 25-én.